# Magnéton nucléaire
Le magnéton nucléaire est une constante physique qui relie le moment magnétique du proton ou du neutron à son moment cinétique (ou angulaire). Le sens physique du magnéton nucléaire est un quantum de flux magnétique pour le proton ou le neutron, qui correspond au plus petit moment magnétique associé à ces particules.

## Expression et valeur
Le magnéton nucléaire se définit de la même façon que le magnéton de Bohr, mais avec la masse du proton comme référence (et non celle du neutron) au lieu de celle de l'électron. Son expression et sa valeur dans le Système international d'unités sont d'après CODATA:
{\displaystyle \mu _{\mathrm {\rm {N}} }={\frac {g_{\rm {N}}}{2}}{{q.\hbar } \over {2m_{\mathrm {p} }}}={\frac {q.\hbar }{2m_{\mathrm {p} }}}={\frac {q.h}{4\pi m_{\mathrm {p} }}}={{q} \over {m_{\mathrm {p} }}}I} = 5,050 783 53 × 10-27 J T-1.
où 
- {\displaystyle g_{\rm {N}}=2} exactement, est le facteur de Landé nucléaire ;
- {\displaystyle q} est la charge élémentaire ;
- {\displaystyle \hbar } est la constante de Planck réduite, c'est-à-dire divisée par {\displaystyle 2\pi } ;
- {\displaystyle h} est la constante de Planck ;
- {\displaystyle m_{\rm {p}}} est la masse du proton ;
- {\displaystyle I={\frac {\hbar }{2}}} est le moment cinétique (ou angulaire) de spin.